# Sturgeon Bay
Sturgeon Bay é uma cidade localizada no estado norte-americano de Wisconsin, no Condado de Door.

## Demografia
Segundo o censo norte-americano de 2000, a sua população era de 9437 habitantes.
Em 2006, foi estimada uma população de 9171, um decréscimo de 266 (-2.8%).

## Geografia
De acordo com o United States Census Bureau tem uma área de
29,3 km², dos quais 24,9 km² cobertos por terra e 4,4 km² cobertos por água.

## Localidades na vizinhança
O diagrama seguinte representa as localidades num raio de 36 km ao redor de Sturgeon Bay.